# او همسرم است
آن همسر من است (انگلیسی: That's My Wife) فیلمی در ژانر کمدی و زوج هنری به کارگردانی لوید فرنچ است که در سال ۱۹۲۹ منتشر شد. از بازیگران آن می‌توان به استن لورل، اولیور هاردی، چارلی هال، ویلیام کورت‌رایت و سام لافکین اشاره کرد.